# Marumo no Okite
Marumo no Okite (マルモのおきて?  lit. Marumos Regel) är en japansk TV-serie som startade i Fuji TV den 24 april 2011. Första avsnittet var utökat till 20 extraminuter.

## Rollista
- Sadao Abe - Mamoru Takagi
- Mana Ashida - Kaoru Sasakura
- Fuku Suzuki - Tomoki Sasakura
- Manami Higa - Aya Hatanaka
- Masanori Sera - Yosuke Hatanaka
- Shingo Katsurayama - Junichiro Sasakura

### Fotnoter
1. 1 2  ”芦田愛菜の模範的回答に阿部サダヲ脱帽”. eiga.com. 15 april 2011. http://eiga.com/news/20110415/23/. Läst 26 april 2011.(japanska)